# Chicago Heights
Chicago Heights város az USA Illinois államában, Cook megyében. Lakosainak száma 27 480 fő (2020. április 1.).

## Népesség
A település népességének változása:
| Lakosok száma | 32 776 | 30 276 | 27 480 |
|               | 2000   | 2010   | 2020   |